# Dick Cheney
Richard Bruce "Dick" Cheney (Lincoln, 30 de gener de 1941) és un polític i empresari estatunidenc. Va ser el 46è Vicepresident dels Estats Units durant el mandat de George W. Bush (2001-2009). Prèviament va ocupar el càrrec de Secretari de Defensa durant la major part de la presidència de George H. W. Bush (entre 1989 i 1993).
Cheney va representar Wyoming a la Cambra de Representants de 1979 a 1989. Va abandonar momentàniament la política per presidir la corporació petroliera Halliburton (1995-2000).
Actualment, Dick Cheney es troba retirat tant de la vida política com del món dels negocis.

## Cinema
- El vici del poder (en anglès Vice)